# Friedrich Schröder Sonnenstern

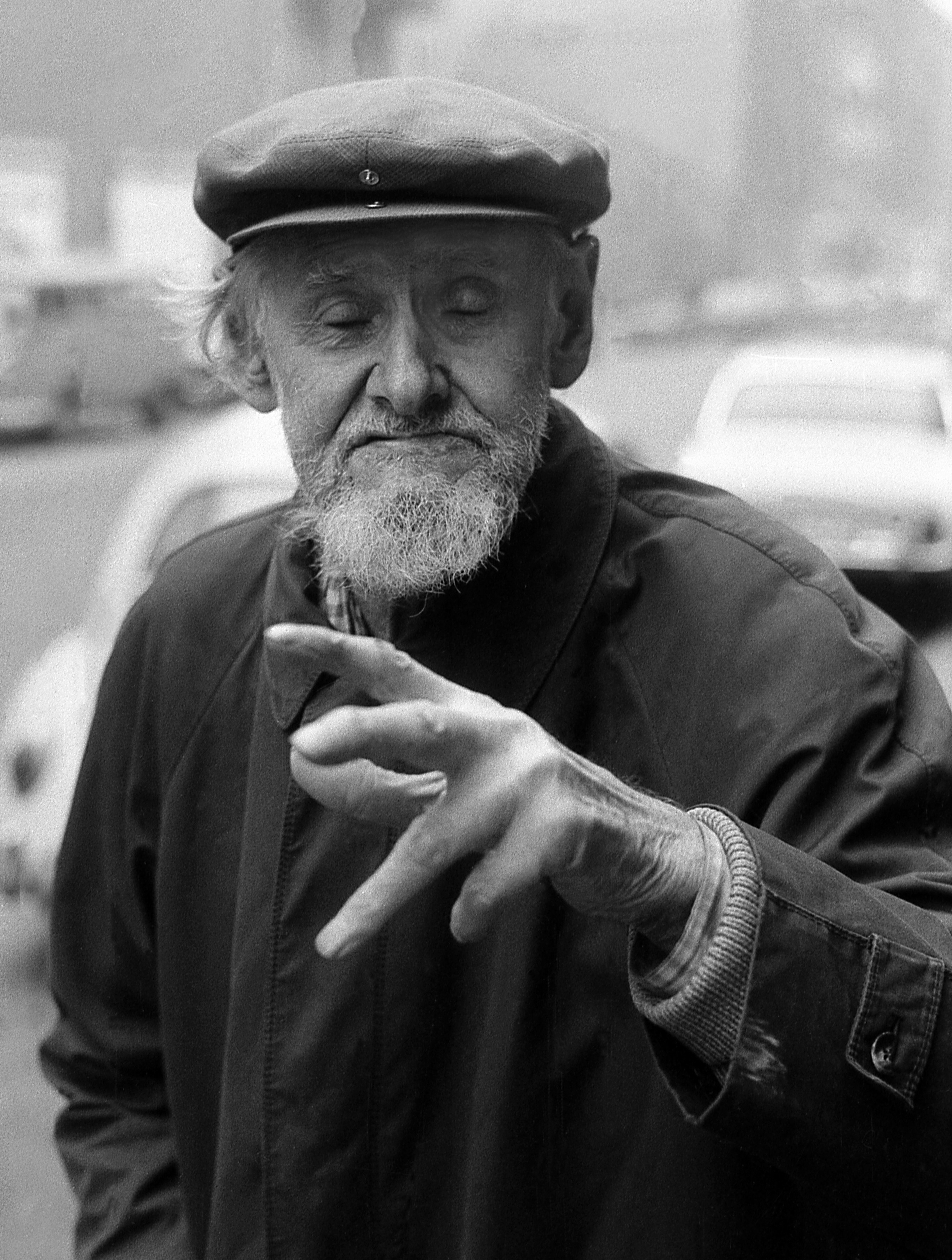
Friedrich Schröder Sonnenstern (1974)

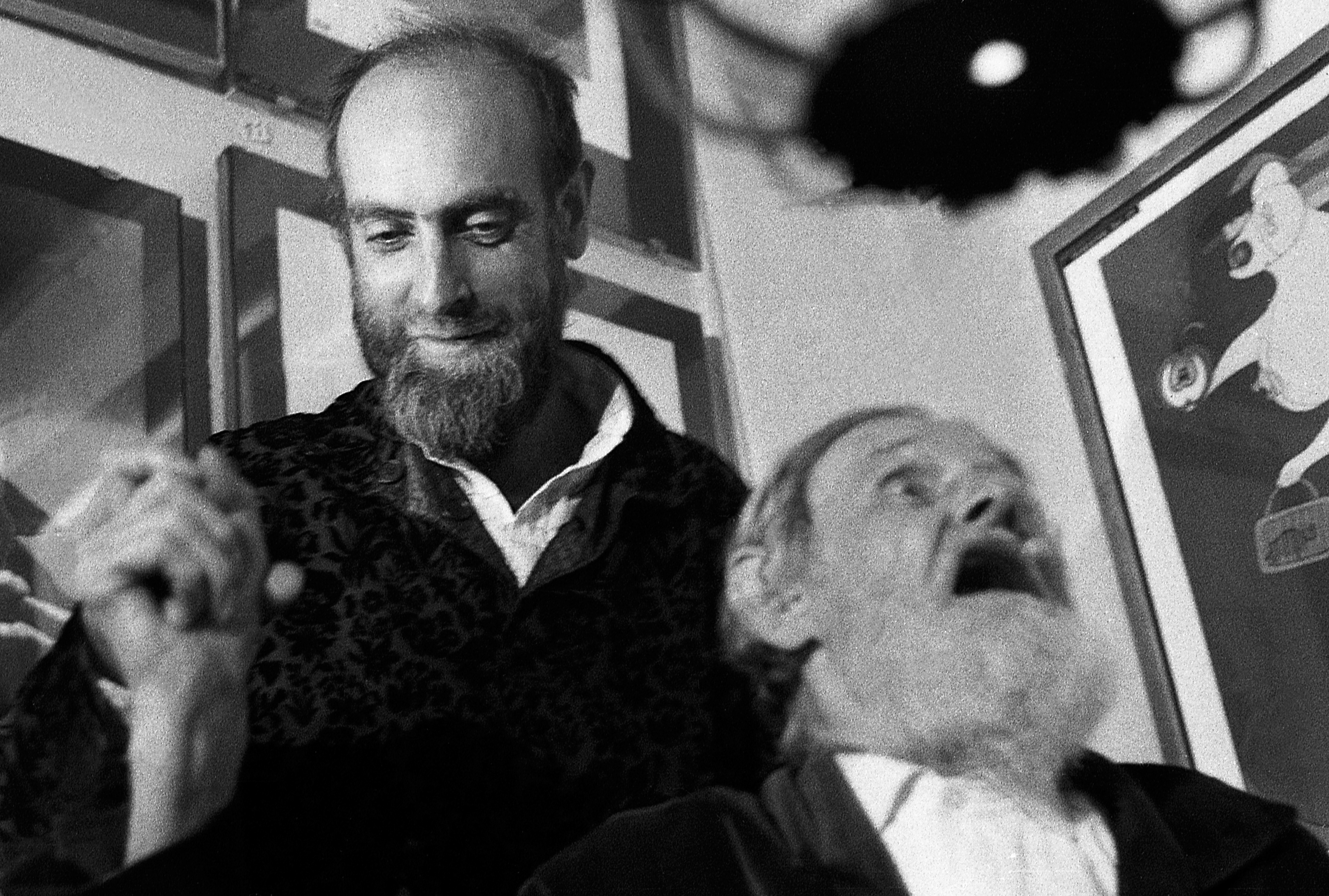
Friedrich Schröder Sonnenstern mit Friedensreich Hundertwasser, zum 80. Geburtstag von Sonnenstern

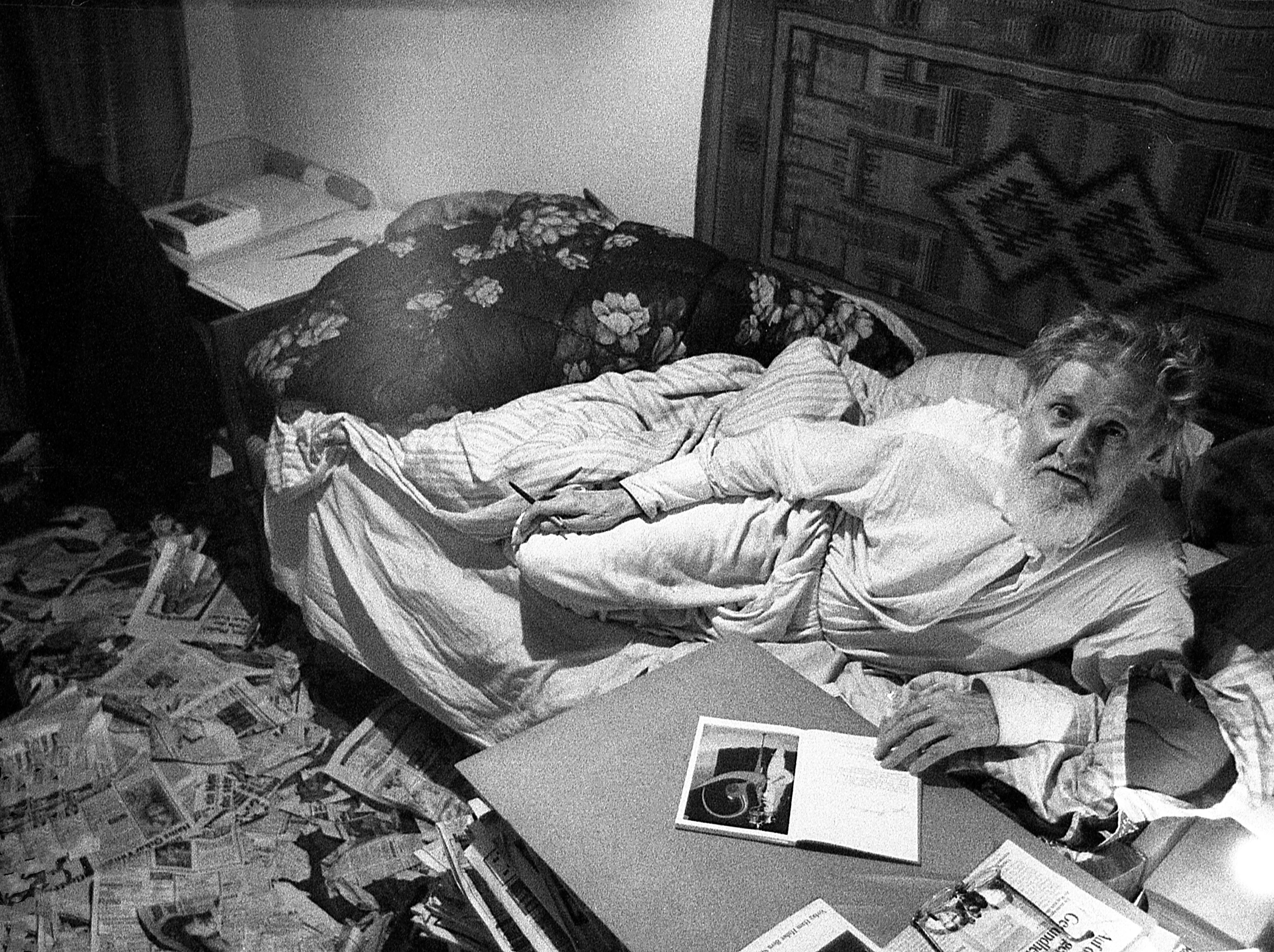
Friedrich Schröder Sonnenstern (1974)

Friedrich Schröder Sonnenstern (1974)

Friedrich Schröder Sonnenstern (* 11. September 1892 in Kaukehmen bei Tilsit als Emil Friedrich Schröder; † 10. Mai 1982 in Berlin) war ein deutscher Zeichner und Maler. Er gilt als einer der wichtigsten Vertreter der Outsider Art.

## Leben
Friedrich Schröder war eines von 13 Kindern, von denen allerdings zwei unmittelbar nach der Geburt starben. Sein frühes Leben war gekennzeichnet von Aufenthalten in Erziehungsanstalten und Psychiatrie, letzteres wegen angeblichen Jugendirreseins (Dementia praecox), was schließlich zu seiner Entmündigung führte; sein Krankheitsbild wurde später als Schizophrenie beschrieben. Als er 1919 nach Berlin floh, beschäftigte er sich mit Okkultismus, Wahrsagerei und Heilmagnetismus. Er gründete eine Sekte und verteilte seine Einnahmen in Form von Brötchen (Schrippen) bevorzugt an Kinder, was ihm den Titel „Schrippenfürst von Schöneberg“ einbrachte.
1933 wurde Sonnenstern – den Namen hatte er sich um 1928 zugelegt (Eliot Gnas von Sonnenstern) – in die Provinzial-Irren- und Heilanstalt Neustadt in Schleswig-Holstein eingewiesen, wo er den Künstler Hans Ralfs kennenlernte, der ihn zum Zeichnen erster Bilder animierte. Nach der Entlassung folgte ein dreijähriger Gefängnisaufenthalt, ein Gerichtsgutachter beschrieb ihn 1934 als „zurechnungsfähig unter Ausschluss einer Geisteskrankheit im engeren Sinne.“ Anschließend der kurzzeitige Dienst im Luftwaffendepot und die Abschiebung ins Arbeitslager Himmelmoor bei Quickborn. 1942 gelang ihm die Flucht nach Berlin. Unter schwierigsten Umständen überlebte er die letzten Jahre des Zweiten Weltkriegs und begann ab 1949 intensiv zu zeichnen.
Die Surrealismus-Ausstellung in Paris 1959  – L‘Exposition InteRnatiOnale du Surréalisme (15. Dezember 1959 – 29. Februar 1960) – unter der Regie von André Breton und Marcel Duchamp feierte ihn als den beeindruckendsten Künstler des 20. Jahrhunderts, zu seinen Fans und Käufern zählen Henry Miller, Picasso, Max Ernst und der spätere französische Staatspräsident Georges Pompidou. Es folgen international aufsehenerregende Ausstellungen unter anderem in Hamburg, Tokio und Mailand. Schröder-Sonnenstern zählte ab Anfang der 1970er Jahre irrtümlicherweise zur Künstlergruppe der Berliner Malerpoeten, obwohl er damit nichts zu tun hatte. Nach der Ausstellung in Paris (1959/60) kam er den Aufträgen nicht mehr nach, kopierte eigene Motive und ließ in seiner Werkstatt seine Bilder ausmalen, dabei führte er nur Details, Feinarbeiten und Korrekturen eigenhändig aus. In seinen Verfallsjahren ab Mitte der 60er Jahre unterschrieb Sonnenstern-Schröder teils blanko auf Kartons und ließ von Gehilfen Schröder-Sonnenstern-Motive kopieren und verkaufen. Als dies bekannt wurde, ließ ihn der Kunstmarkt konsequent fallen. Seriöse Galeristen und Sammler wandten sich von ihm ab.
Friedrich Schröder-Sonnenstern war Mitglied im Deutschen Künstlerbund.
Mit dem Tod seiner Lebensgefährtin Martha Möller 1964 verlor Sonnenstern zunehmend den Halt im Leben. Er musste aus der Wohnung in der Schöneberger Crellestraße 14 ausziehen. Er wurde zum Alkoholiker und erneut in eine Nervenklinik eingeliefert. Zurückgezogen, fast vergessen und verarmt starb er 1982 im Alter von 89 Jahren in Berlin.

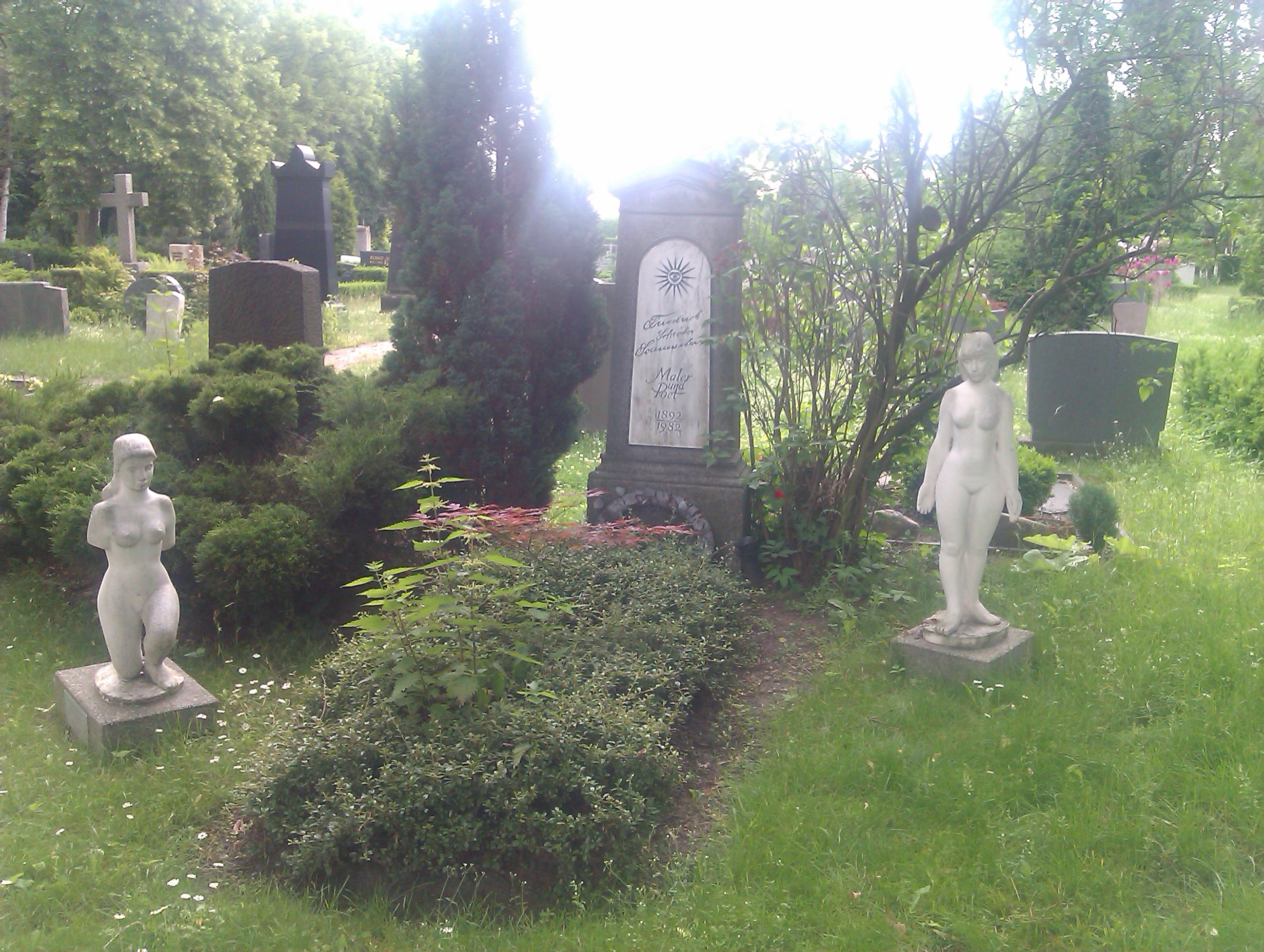
Das Grab von Friedrich Schröder Sonnenstern auf dem Alten Zwölf-Apostel-Kirchhof in Berlin-Schöneberg

Sein Grab befindet sich auf dem Alten Zwölf-Apostel-Kirchhof in Berlin-Schöneberg. Die gesockelte Grabstele zeigt an der Vorderseite ein Marmorrelief sowie Inschriften und einen Sonnenstern. Auf dem Grabfeld stehen zudem zwei von Otto Drengwitz geschaffene Skulpturen.

## Nachleben
2013 wurde seine Kunst wiederentdeckt und auf der Kunstbiennale in Venedig 2013 ausgestellt.
2024 zeigte das Mönchehaus Museum Goslar eine umfassende Ausstellung des Künstlers. Einige Werke Schröder-Sonnensterns sind Teil der Sammlung Zander, Köln, und der Sammlung des Israel Museum, Jerusalem.

## Eigenheiten seiner Werke
Seine Bilder zeigen bizarre, teils erotische, teils alptraumhafte Kreaturen, mit gewagten Kombinationen aus Mensch und Tier. Als eine Besonderheit sieht er die Darstellungen der Gesichtsteile wie Nase, Kinn und Ohr, welche er als „Männergeschlechtsteile“ deutete. Er galt fälschlicherweise lange Jahre als Vertreter einer „Kunst der Geisteskranken“, wurde aber im Nachhinein von Jean Dubuffet rehabilitiert, der Schröder-Sonnenstern nicht als Vertreter der Art brut bezeichnete, sondern als Vertreter der sogenannten, nicht ganz einfach abzugrenzenden Outsider Art. Schröder-Sonnenstern konterte den Vorwurf, „irre“ zu sein mit den Worten: „Ich bin nicht verrückt, verrückt sind die, die meine Bilder nachmalen.“